# Рекіс Олександр Олександрович
Олександр Олександрович Рекіс (1898 — розстріляний 1 вересня 1937, Київ) — український радянський діяч, народний комісар фінансів Української СРР. Член ЦК КП(б)У в січні 1934 — травні 1937 р.

## Біографія
Народився у родині службовця-єврея. Закінчив реальне училище.
Член РСДРП(б) з 1917 року.
У 1918—1920 роках — на підпільній більшовицькій роботі в Одесі. У 1919 році працював секретарем виконавчого комітету Одеської губернської ради, пізніше арештовувався поліцією, але за хабар був звільнений.
З 1920 року — секретар і заступник голови виконавчого комітету Одеської губернської ради, заступник голови виконавчого комітету Київської губернської ради.
Станом на 1927–1928 роки – заступник голови, член президії Київського окружного виконавчого комітету, голова Київської окружної державної планової комісії.
З лютого 1930 року працював заступником голови і завідувачем виробничого сектору Державної планової комісії (Держплану) Української СРР, обирався членом колегії Народного комісаріату фінансів УСРР.
5 січня 1931 — 16 липня 1932 року — заступник народного комісара фінансів Української СРР.
16 липня 1932 року — 1937 року — народний комісар фінансів Української СРР.
У 1937 році заарештований органами НКВС. 25 серпня 1937 року засуджений до розстрілу. Посмертно реабілітований у 1957 році.